# Christopher Creek
Christopher Creek – jednostka osadnicza w Stanach Zjednoczonych, w stanie Arizona, w hrabstwie Gila.